# Двадцать пять франков «Синяя»
Двадцать пять франков «Синяя» (также Двадцать пять франков «Париж» и Двадцать пять франков «Клермон-Ферран») — французская банкнота, эскиз которой разработан 16 августа 1870 года и выпускалась Банком Франции с 11 сентября 1870 до 14 января 1873 года

## История
Банкнота появилась в июле 1870 в связи с началом войны с Пруссией. Небольшую партию банкнот выпустили на Парижском монетном дворе. После непосредственной угрозы блокады столицы со стороны немецких войск, 14 сентября 1870 было принято решение о создании монетного двора в Клермон-Ферране. Ситуацию усугубляла нехватка металлических монет для торгово-промышленных палат и промышленности, муниципалитетов и различных компаний. Возникла необходимость печати банкнот малого номинала. С 12 декабря 1870 банкнота номиналом двадцать пять франков, постепенно заменяется на банкноту номиналом двадцать франков. Банкнота перестаёт быть законным платежным средством с 2 января 1923.

## Описание
Вскоре после решения об изъятии банкноты из обращения вышла новая банкнота с таким же дизайном — Двадцать франков Синяя. Авторами банкноты стали Камиль Шазаль и Шарль Моро.

## Также
Хотя и банкнота была синего цвета, тем не менее, синий цвет был намного темнее обычных синих оттенков и был почти похож на черный. Этим обстоятельством воспользовались фальшивомонетчики, это стало одной из причин, по которым производство банкноты было приостановлено.